# Finale della Coppa dei Campioni 1990-1991
La finale della 36ª edizione di Coppa dei Campioni è stata disputata il 29 maggio 1991 al San Nicola di Bari tra Stella Rossa e Olympique Marsiglia. All'incontro hanno assistito circa 52 000 spettatori. La partita, arbitrata dall'italiano Tullio Lanese, ha visto la vittoria per 5-3, ai tiri di rigore, del club jugoslavo.

## Le squadre
| Squadre             | Partecipazioni precedenti (il grassetto indica la vittoria) |
| ------------------- | ----------------------------------------------------------- |
| Stella Rossa        | Nessuna                                                     |
| Olympique Marsiglia | Nessuna                                                     |

## Il cammino verso la finale
La Stella Rossa di Ljupko Petrović esordì contro gli svizzeri del Grasshoppers che sconfissero con un risultato aggregato di 5-2. Agli ottavi di finale gli scozzesi dei Rangers furono sconfitti all'andata 3-0 e di fatto l'1-1 di Glasgow fu una formalità. Ai quarti la Stella Rossa affrontò i tedeschi orientali della Dinamo Dresda, sconfiggendoli all'andata 3-0 mentre al ritorno la partita fu sospesa al 78º minuto a causa di intemperanze dei tifosi tedeschi sul risultato di 2-1 per la Stella Rossa. Fu inflitta la sconfitta a tavolino ai tedeschi e la Stella Rossa raggiunse la semifinale dove affrontò i tedeschi del Bayern Monaco. La partita d'andata all'Olympiastadion fu vinto dagli jugoslavi per 2-1 e la semifinale di ritorno in un Marakana tutto esaurito finì 2-2, così dopo 25 anni una squadra jugoslava tornò di nuovo in finale di Coppa Campioni.
L'Olympique Marsiglia di Raymond Goethals iniziò il cammino europeo contro gli albanesi della Dinamo Tirana, che sconfissero 5-1 a Marsiglia per poi pareggiare a reti inviolate nel ritorno in Albania. Agli ottavi i polacchi del Lech Poznań vinsero la gara d'andata per 3-1, per poi essere surclassati da un tennistico 6-1 al Vélodrome. Ai quarti di finale i campioni in carica del Milan furono superati a causa della sconfitta a tavolino comminata ai rossoneri che all'87º minuto, sul risultato di 1-0 per l'Olympique Marsiglia, si rifiutarono di continuare a giocare in seguito allo spegnimento di uno dei riflettori dello stadio. In semifinale i sovietici dello Spartak Mosca persero sia all'andata che al ritorno, rispettivamente coi risultati di 3-1 e 2-1.

## La partita

Di Meco, Jugović Šabanadžović e Abedi Pelé nel corso della finale.

Al San Nicola di Bari va in scena per la prima volta una finale di Coppa dei Campioni in una città italiana diversa da Milano e Roma. A darsi battaglia c'è da una parte la Stella Rossa, ispirata da campioni come Dejan Savićević e Robert Prosinečki, e dall'altra l'Olympique Marsiglia di Jean-Pierre Papin, che avrebbe vinto il Pallone d'oro.
Nonostante le premesse, a farla da padrona è soprattutto la noia, con entrambe le compagini che giocano senza scoprirsi e con l'idea di giocarsela ai rigori. Infatti la gara termina sullo 0-0 dopo i tempi supplementari e, dopo la parata di Stevan Stojanović sul tentativo di Manuel Amoros, la sfida dal dischetto è in discesa per la Stella Rossa, che grazie all'ultimo tiro di Darko Pančev sale sul tetto d'Europa per la prima volta nella sua storia.

## Tabellino
| Arbitro: | Tullio Lanese |

|                                               |                      |                           |
| Prosinečki Binić Belodedici Mihajlović Pančev | Tiri di rigore 5 – 3 | Amoros Casoni Papin Mozer |

| Stella Rossa | Olympique Marsiglia |

| Stella Rossa    |    |                    |     |     |
|                 |    |                    |     |     |
| P               | 1  | Stevan Stojanović  |     |     |
| C               | 2  | Vladimir Jugović   |     |     |
| D               | 3  | Slobodan Marović   | 61’ |     |
| D               | 4  | Refik Šabanadžović |     |     |
| D               | 5  | Miodrag Belodedici |     |     |
| D               | 6  | Ilija Najdoski     |     |     |
| C               | 7  | Robert Prosinečki  |     |     |
| C               | 8  | Siniša Mihajlović  | 40’ |     |
| A               | 9  | Darko Pančev       |     |     |
| C               | 10 | Dejan Savićević    |     | 84’ |
| A               | 11 | Dragiša Binić      | 40’ |     |
| Sostituzioni:   |    |                    |     |     |
| P               | 12 | Milić Jovanović    |     |     |
| C               | 13 | Ivica Momčilović   |     |     |
| D               | 14 | Rade Tošić         |     |     |
| C               | 15 | Vlada Stošić       |     | 84’ |
| A               | 16 | Vladan Lukić       |     |     |
| Allenatore      |    |                    |     |     |
| Ljupko Petrović |    |                    |     |     |

| Olympique Marsiglia |    |                     |     |      |
|                     |    |                     |     |      |
| P                   | 1  | Pascal Olmeta       |     |      |
| D                   | 2  | Manuel Amoros       |     |      |
| D                   | 3  | Éric Di Meco        |     | 112’ |
| D                   | 4  | Basile Boli         | 28’ |      |
| D                   | 5  | Carlos Mozer        |     |      |
| C                   | 6  | Bruno Germain       |     |      |
| D                   | 7  | Bernard Casoni      |     |      |
| C                   | 8  | Chris Waddle        |     |      |
| A                   | 9  | Jean-Pierre Papin   |     |      |
| C                   | 10 | Abedi Pelé          |     |      |
| C                   | 11 | Laurent Fournier    |     | 75’  |
| Sostituzioni:       |    |                     |     |      |
| C                   | 12 | Dragan Stojković    |     | 112’ |
| C                   | 13 | Philippe Vercruysse |     | 75’  |
| C                   | 14 | Jean Tigana         |     |      |
| D                   | 15 | Éric Mura           |     |      |
| P                   | 16 | Alain Casanova      |     |      |
| Allenatore:         |    |                     |     |      |
| Raymond Goethals    |    |                     |     |      |